# Arevalillo
Arevalillo är en kommun i Spanien. Den ligger i provinsen Ávila i den autonoma regionen Kastilien och León i centrala delen av landet, 140 km väster om huvudstaden Madrid. Antalet invånare är 58 (2024). Arean är 14,97 kvadratkilometer.